# SMS Prinz Eugen (1877)
O SMS Prinz Eugen foi um navio ironclad operado pela Marinha Austro-Húngara e a terceira e última embarcação da Classe Kaiser Max, depois do SMS Kaiser Max e SMS Don Juan d'Austria. Sua construção começou em outubro de 1874 nao Arsenal Naval de Pola e foi lançado ao mar em setembro de 1877, sendo comissionado em novembro do ano seguinte. Era equipado com um armamento principal de oito canhões de 209 milímetros montados em uma bateria central, tinha um deslocamento de três mil toneladas e alcançava uma velocidade máxima de doze nós.
O Kaiser Max teve uma carreira limitada, parcialmente porque os pequenos orçamentos navais do período impediram que mantivesse um serviço ativo regular. Fez algumas viagens internacionais e participou de alguns exercícios de treinamento nas décadas de 1880 e 1890. Foi tirado de serviço em 1904 por já estar obsoleto e convertido em um navio de reparos. Foi renomeado para SMS Vulkan e retornou ao serviço em 1909, desempenhando esta função até o fim da Primeira Guerra Mundial. Foi depois tomado pela Itália, com os detalhes de seu destino final sendo desconhecidos.

## Características

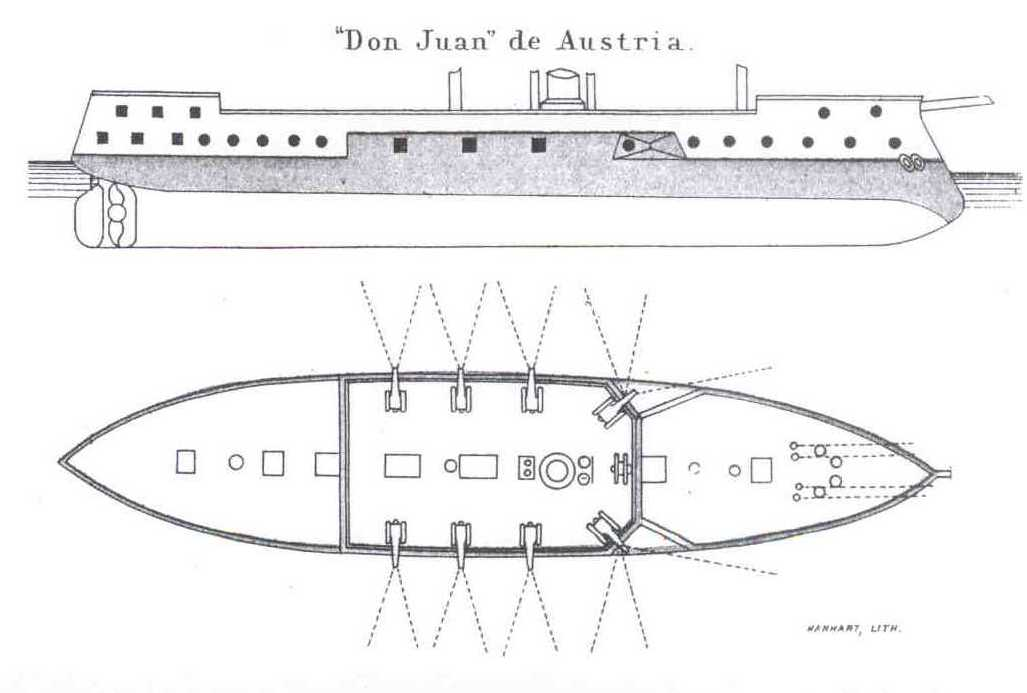
Desenho da Classe Kaiser Max

O Prinz Eugen tinha 75,87 metros de comprimento de fora a fora, uma boca de 15,25 metros e um calado médio de 6,15 metros. Seu deslocamento era de 3 605 toneladas. Tinha um grande rostro na proa, como era costume para ironclads do período. Seu sistema de propulsão consistia em cinco caldeiras a carvão que alimentavam um motor a vapor horizontal de expansão única girando uma hélice. O sistema tinha uma potência indicada de 2 795 cavalos-vapor (2 055 quilowatts) para uma velocidade máxima de doze nós (22 quilômetros por hora). O navio também foi equipado com três mastros de vela baréquentina a fim de suplementar o motor a vapor. Sua tripulação era formada por quatrocentos a 440 oficiais e marinheiros.
O armamento principal do Prinz Eugen consistia em oito canhões Krupp calibre 20 de 209 milímetros montados em uma bateria central, com quatro canhões em cada lateral. A bateria secundária tinha quatro canhões calibre 24 de 89 milímetros, dois canhões de desembarque calibre 15 de 70 milímetros, seis canhões calibre 35 de 47 milímetros, três canhões giratórios Hotchkiss de 47 milímetros e dois canhões de 25 milímetros. Por fim, também haviam quatro tubos de torpedo de 350 milímetros, uma na proa, um na popa e um em cada lateral. O cinturão principal de blindagem tinha uma espessura de 203 milímetros e a cidadela blindada era fechada em cada extremidade por anteparas transversais de 115 milímetros. A casamata da bateria principal era protegida por placas de blindagem de 125 milímetros.

## História
O batimento de quilha do Prinz Eugen ocorreu em outubro de 1874 no Arsenal Naval de Pola. O vice-almirante barão Friedrich von Pöck, o comandante da Marinha Austro-Húngara, tinha recorrido a um subterfúgio para contornar a oposição parlamentar sobre a construção de novos ironclads, pedindo dinheiro para a modernização do SMS Prinz Eugen anterior, mas na realidade enviando-o para ser desmontado. Apenas seus maquinários, placas de blindagem e alguns equipamentos foram reaproveitados para a construção do novo navio, que recebeu o mesmo nome do anterior para esconder a verdade. O novo Prinz Eugen foi lançado ao mar em 7 de setembro de 1877 e comissionado na frota austro-húngara em novembro do anno seguinte. Iniciou seus testes marítimos em 9 de novembro.

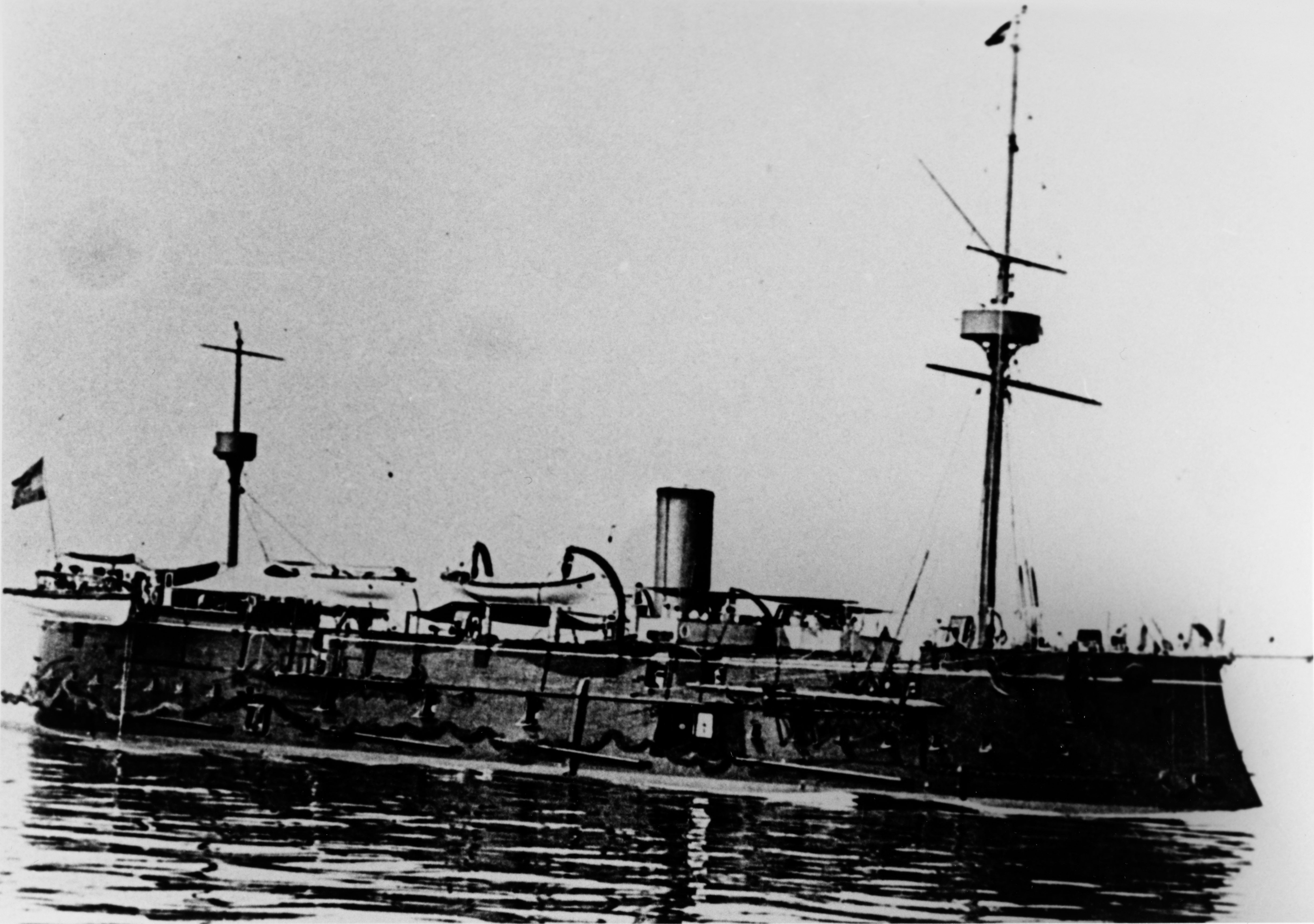
O Prinz Eugen c. 1894

O governo dava pouca prioridade para atividades navais, principalmente na década de 1870. Desta forma, a escassez de dinheiro impediu que uma frota ativa fosse mantida. Os ironclads ficaram fora de serviço na reserva em Pola, com as únicas embarcações que tiveram algum serviço ativo no período sendo as mais antigas para viagens internacionais. As velas do Prinz Eugen foram reduzidas em 1880. Neste mesmo ano, participou junto do ironclad SMS Custoza e da fragata SMS Laudon de uma demonstração naval internacional contra o Império Otomano a fim de forçar a transferência da cidade de Ulcinj para Montenegro, como definido em 1858 pelo Congresso de Berlim. O Prinz Eugen serviu como capitânia da esquadra de treinamento de verão entre 6 de junho e 11 de julho de 1887. Durante este período, em 4 de julho, participou de uma revista naval realizada para o imperador Francisco José I.
Uma esquadra que tinha o Prinz Eugen e os ironclads Custoza, SMS Kaiser Max, SMS Don Juan d'Austria e SMS Tegetthoff, mais os cruzadores torpedeiros SMS Panther e SMS Leopard, viajaram em 1888 para Barcelona, na Espanha, com o objetivo de participarem das cerimônias de abertura da Exposição Universal de Barcelona. Foi a maior esquadra que a Marinha Austro-Húngara operou fora do Mar Adriático. O Prinz Eugen participou de exercícios de treinamento de frota em junho e julho de 1889 junto com o Custoza, Kaiser Max, Don Juan d'Austria, Tegetthoff e SMS Erzherzog Albrecht. Esteve presente em treinamentos realizados entre maio e junho de 1891. Foi mobilizado para as manobras de 1893 a fim de treinar junto  dos ironclads Kaiser Max, Don Juan d'Austria, SMS Kronprinz Erzherzog Rudolf e SMS Kronprinzessin Erzherzogin Stephanie, mais outras embarcações.
Um novo programa de construção naval na virada do século forçou a Marinha Austro-Húngara a descartar navios obsoletos para reduzir o orçamento naval. Estes foram reduzidos para funções secundários. O Prinz Eugen foi removido do registro naval em 30 de dezembro de 1904. Trabalhos para convertê-lo em um navio de reparos começaram em 1906, incluindo a remoção de seus armamentos e motores e a instalação de um guindaste que tinha sido tirado do couraçado pré-dreadnought SMS Erzherzog Friedrich. Foi recomissionado em 31 de julho de 1909 com o nome de SMS Vulkan, pois seu antigo nome seria dado a um novo couraçado. O cruzador protegido SMS Zenta rebocou a embarcação para Sebenico em 16 de junho de 1910, onde permaneceu até depois do fim da Primeira Guerra Mundial. A Áustria-Hungria foi derrotada e o navio foi tomado em 1919 pela Itália como prêmio de guerra. As embarcações austro-húngaras foram alocadas para os Aliados nas negociações que se seguiram ao Tratado de Saint-Germain-en-Laye, com o Vulkan sendo concedido ao Reino dos Sérvios, Croatas e Eslovenos. Entretanto, a Itália se recusou a entregá-lo e seu destino final é desconhecido.